# Pod Skałą (Stryczowice)
Pod Skałą – część wsi Stryczowice w Polsce, położona w województwie świętokrzyskim w powiecie ostrowieckim w gminie Waśniów
W latach 1975–1998 Pod Skałą administracyjnie należało do województwa kieleckiego.